# Джанет Джепкосґей
Джанет Джепкосґей  (англ. Janeth Jepkosgei, 13 грудня 1983) — кенійська легкоатлетка, олімпійська медалістка.

## Виступи на Олімпіадах
| Олімпіада  | Дисципліна        | Місце |
| ---------- | ----------------- | ----- |
| Пекін 2008 | біг на 800 метрів | 2     |